# Clem Clempson

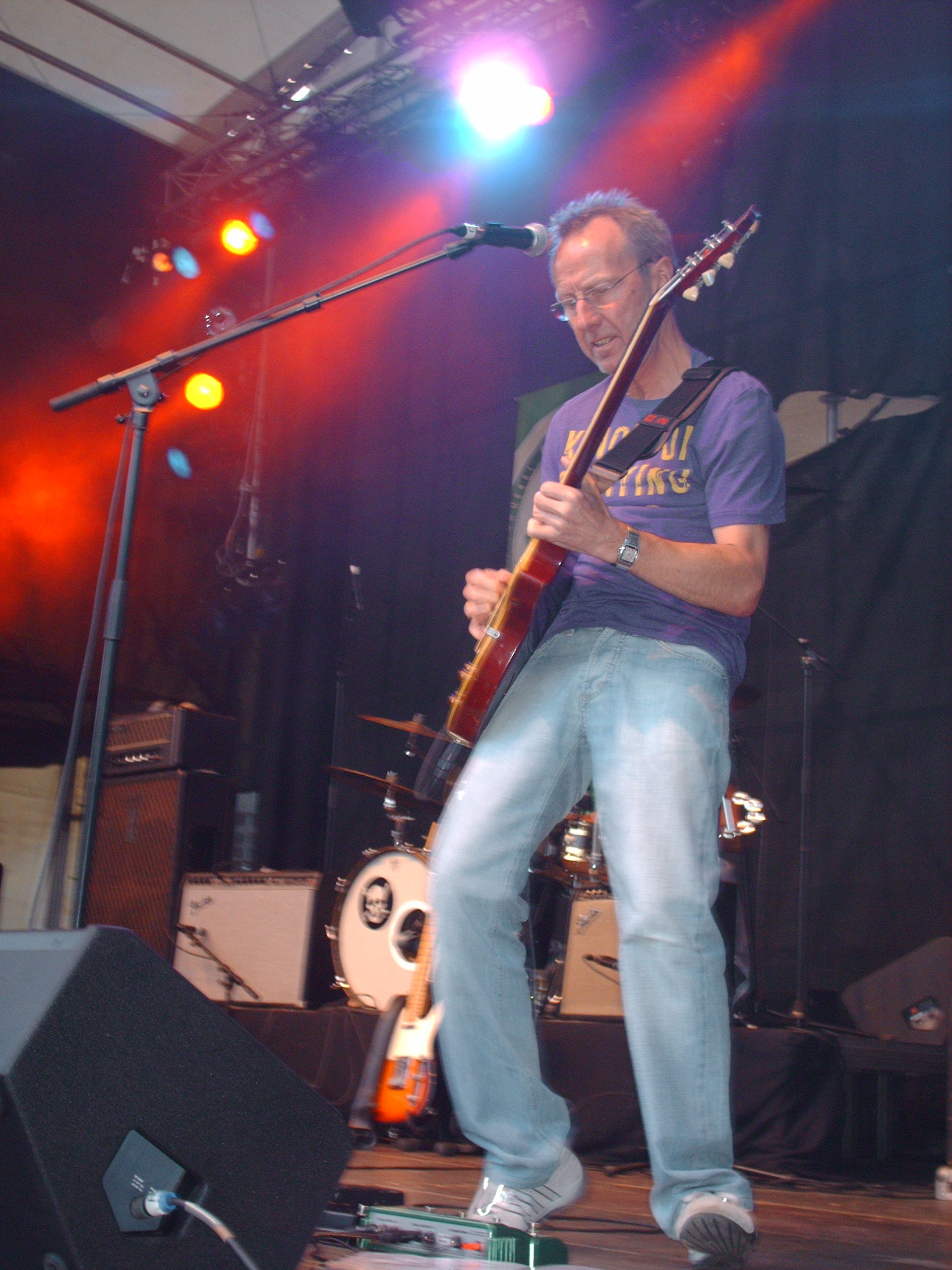
Clem Clempson 2008.

David Clempson (5 de septiembre de 1949, Tamworth, Staffordshire, Inglaterra) es un guitarrista británico de rock.
En los años 60`s, fue parte del trío Bakerloo. En la siguiente década, en 1971, participó de la banda de rock Colosseum para posteriormente (1974), seguir su carrera en Humble Pie.
En octubre de 1980, tocó junto a Jack Bruce, Billy Cobham y Dave Sancious en la legendaria Rockpalast.
Su estilo musical tenía claras influencias de blues y de artistas como Eric Clapton o Peter Green. Clempson también fue parte del grupo de heavy rock May Blitz en las décadas de 1970.
- Datos: Q1099841
- Multimedia: Clem Clempson / Q1099841